# Atletismo nos Jogos Pan-Americanos de 1979 - Lançamento de disco feminino
A prova do lançamento de disco feminino nos Jogos Pan-Americanos de 1979 foi realizada em San Juan, Porto Rico.

## Medalhistas
| Ouro                   | Prata                              | Bronze                    |
| Carmen Romero CUB Cuba | Maria Cristina Betancourt CUB Cuba | Carmen Ionescu CAN Canadá |

## Resultados
| Posição           | Nome                      | Nacionalidade      | Marca | Notas |
| ----------------- | ------------------------- | ------------------ | ----- | ----- |
| Medalha de ouro   | Carmen Romero             | CUB Cuba           | 60.58 |       |
| Medalha de prata  | Maria Cristina Betancourt | CUB Cuba           | 60.44 |       |
| Medalha de bronze | Carmen Ionescu            | CAN Canadá         | 57.14 |       |
| 4                 | Lorna Griffin             | USA Estados Unidos | 54.08 |       |
| 5                 | Lucette Moreau            | CAN Canadá         | 52.52 |       |
| 6                 | Lynne Winbigler           | USA Estados Unidos | 51.65 |       |
| 7                 | Norma Azcune              | URU Uruguai        | 40.36 |       |
| 8                 | Elena Cajigas             | PUR Porto Rico     | 38.92 |       |